# Молотков, Иван Николаевич
Ива́н Никола́евич Молотко́в (род. 9 ноября 1962) — российский дипломат. Чрезвычайный и полномочный посланник 1 класса (2017).

## Биография
Окончил МГИМО (1989). На дипломатической работе с 1989 года.  Работал в посольстве СССР в Йемене (Сана). Работал в российском консульстве в Абу-Даби (ОАЭ), был советником дипломатического представительства при Палестинской национальной администрации.
- В 2006—2008 годах — начальник отдела Департамента Ближнего Востока и Северной Африки МИД России.
- В 2008—2012 годах — советник-посланник Посольства России в Египте.
- С 30 января 2012 по 26 ноября 2018 года — чрезвычайный и полномочный посол России в Ливии[1][2].
- С 2020 года — главный советник в Департаменте Ближнего Востока и Северной Африки МИД России.

## Дипломатический ранг
- Чрезвычайный и полномочный посланник 2 класса (21 февраля 2011)[3].
- Чрезвычайный и полномочный посланник 1 класса (10 февраля 2017)[4].

## Награды
- Орден Мужества (21 декабря 2013) — За проявленное мужество и высокий профессионализм в условиях чрезвычайной ситуации[5].
- Орден Дружбы (2 июня 2022) — За большой вклад в реализацию внешнеполитического курса Российской Федерации и многолетнюю добросовестную дипломатическую службу[6].